# Holothuria lapidifera
Holothuria lapidifera, nomen nudum, is mogelijk een zeekomkommer uit de familie Holothuriidae.
De wetenschappelijke naam van de soort werd in 1824 gepubliceerd door Charles Alexandre Lesueur.